# Musabeyli (district)
Musabeyli is een Turks district in de provincie Kilis en telt 13.251 inwoners (2017). Het district heeft een oppervlakte van 427,3 km².
De bevolkingsontwikkeling van het district is weergegeven in onderstaande tabel.
| 1997   | 2000   | 2007   | 2017   |
| ------ | ------ | ------ | ------ |
| 15.528 | 13.895 | 14.161 | 13.251 |